# Dynamix
Dynamix, Inc. was een Amerikaanse ontwikkelaar van computerspellen tussen 1984 en 2001. Het bedrijf werd bekend met vluchtsimulators, puzzelspellen en avonturenspellen.

## Geschiedenis
Dynamix inc werd opgestart in 1984 door Jeff Tunnell en Damon Llye. De hoofdzetel was in het Amerikaanse Eugene in de deelstaat Oregon. Het duo had al eerder een spel ontwikkeld Stellar 7 en brachten dit met oprichting van het bedrijf opnieuw uit onder het Dynamix-label. Dynamix bracht in de beginperiode voornamelijk spellen uit voor Commodore 64 waaronder Stellar 7 en Project Firestart.
In de daaropvolgende jaren deed Dynamix beroep op de distributiedienst van Electronic Arts en werden er voornamelijk spellen gemaakt voor Commodore Amiga zoals Arcticfox. Daarna werden de spellen gedistribueerd via Activision om dit uiteindelijk in eigen handen te nemen. In 1990 werd Dynamix overgekocht door Sierra On-Line. Onder dit beheer bracht Dynamix hun meest bekende spellen uit: Red Baron, The Adventures of Willy Beamish, The Incredible Machine-spelreeks, Sid & Al's Incredible Toons, de Front Page Sports-reeks en Betrayal at Krondor.
In 1994 kwam het eerste spel uit de MetalTech-reeks op de markt, die nog twee spin-offs kreeg: de Earthsiege-reeks en Starsiege-reeks. Uit dit laatste kwam nog een spin-off: de Tribes-serie. Dynamix ontwierp ook Outpost 2: Divided Destiny en Space Quest V: The Next Mutation.
Dynamix werd door Sierra Entertainment opgedoekt op 14 augustus 2001 naar aanleiding van een herstructurering die leidde tot Vivendi Universal Games.

## Ontwikkelde spellen
| Titel                                             | Uitgebracht                                                                                        | Verdeler                                              |
| ------------------------------------------------- | -------------------------------------------------------------------------------------------------- | ----------------------------------------------------- |
| Stellar 7                                         | 1983 (Apple II) 1984 (C64)                                                                         | Software Entertainment Company Penguin Software (C64) |
| Sword of Kadash                                   | 1985 (Apple II, C64) 1986 (Atari ST, MacOS)                                                        | Penguin Software Polarware (MacOS)                    |
| Skyfox                                            | 1986 (Atari ST, MacOS)                                                                             | Electronic Arts                                       |
| Arcticfox                                         | 1986 (Amiga, Apple II, Atari ST, C64) 1987 (DOS) 1988 (Amstrad CPC, PC-98, ZX Spectrum) 1989 (MSX) | Electronic Arts DROsoft (MSX)                         |
| GBA Championship Basketball: Two-on-Two           | 1986 (Amiga, Amstrad CPC, Atari ST, C64, DOS) 1987 (Apple IIGS, ZX Spectrum)                       | Activision                                            |
| Championship Baseball                             | 1987 (Amiga, Atari ST)                                                                             | Activision                                            |
| Skyfox II: The Cygnus Conflict                    | 1987 (C64) 1988 (Amiga, DOS) 1989 (Atari ST)                                                       | Electronic Arts                                       |
| The Train: Escape to Normandy                     | 1988 (DOS)                                                                                         | Accolade                                              |
| Pete Rose Pennant Fever                           | 1988 (DOS)                                                                                         | Gamestar, Inc.                                        |
| Caveman Ughlympics                                | 1988 (C64) 1989 (DOS) 1990 (NES)                                                                   | Electronic Arts Data East (NES)                       |
| F-14 Tomcat                                       | 1988 (C64) 1990 (DOS)                                                                              | Activision                                            |
| Abrams Battle Tank                                | 1989 (DOS) 1991 (Genesis)                                                                          | Electronic Arts Sega (Genesis)                        |
| Motocross                                         | 1989 (DOS)                                                                                         | Gamestar, Inc.                                        |
| MechWarrior                                       | 1989 (DOS) 1992 (X68000) 1993 (PC-98)                                                              | Activision Cross Media Soft (PC-98, X68000)           |
| A-10 Tank Killer                                  | 1989 (DOS) 1991 (Amiga)                                                                            | Dynamix                                               |
| Ghostbusters II                                   | 1989 (DOS)                                                                                         | Activision                                            |
| Deathtrack                                        | 1989 (DOS)                                                                                         | Activision                                            |
| Die Hard                                          | 1989 (C64, DOS)                                                                                    | Activision                                            |
| David Wolf: Secret Agent                          | 1989 (DOS)                                                                                         | Dynamix                                               |
| Project Firestart                                 | 1989 (C64)                                                                                         | Electronic Arts                                       |
| Stellar 7 (opnieuw uitgebracht)                   | 1990 (DOS) 1991 (Amiga) 1993 (MacOS)                                                               | Dynamix                                               |
| Red Baron                                         | 1990 (DOS) 1992 (Amiga, MacOS)                                                                     | Sierra On-Line                                        |
| Rise of the Dragon                                | 1990 (DOS) 1991 (Amiga, MacOS) 1992 (Sega CD) 2017 (Windows)                                       | Sierra On-Line Dynamix (Sega CD) Activision (Windows) |
| The Adventures of Willy Beamish                   | 1991 (DOS) 1992 (Amiga, MacOS) 1993 (Sega CD) 2017 (Windows)                                       | Sierra On-Line Sega (Sega CD) Activision (Windows)    |
| Nova 9: The Return of Gir Draxon                  | 1991 (DOS) 1992 (Amiga)                                                                            | Sierra On-Line                                        |
| Heart of China                                    | 1991 (Amiga, DOS) 1992 (MacOS) 2017 (Windows)                                                      | Sierra On-Line Dynamix (DOS) Activision (Windows)     |
| Red Baron: Mission Builder                        | 1991 (DOS)                                                                                         | Sierra On-Line                                        |
| WWII: 1946                                        | 1992 (DOS, Windows 3.x)                                                                            | Sierra On-Line                                        |
| Aces of the Pacific                               | 1992 (DOS, Windows 3.x)                                                                            | Sierra On-Line                                        |
| The Incredible Machine                            | 1992 (DOS) 1994 (3DO)                                                                              | Sierra On-Line Dynamix (3DO)                          |
| Stellar-Fire                                      | 1993 (Sega CD)                                                                                     | Dynamix                                               |
| Sid & Al's Incredible Toons                       | 1993 (DOS)                                                                                         | Sierra On-Line                                        |
| Betrayal at Krondor                               | 1993 (DOS) 2010 (Windows)                                                                          | Dynamix Activision (Windows)                          |
| Alien Legacy                                      | 1993 (DOS)                                                                                         | Sierra On-Line                                        |
| Space Quest V                                     | 1993 (DOS)                                                                                         | Sierra On-Line                                        |
| Front Page Sports Football                        | 1993 (DOS)                                                                                         | Dynamix                                               |
| Front Page Sports: Football Pro                   | 1993 (DOS)                                                                                         | Dynamix                                               |
| Aces Over Europe                                  | 1993 (DOS)                                                                                         | Sierra On-Line                                        |
| Take a Break! Pinball                             | 1993 (Windows 3.x)                                                                                 | Sierra On-Line                                        |
| Metaltech: Battledrome                            | 1994 (DOS)                                                                                         | Sierra On-Line                                        |
| Metaltech: Earthsiege                             | 1994 (DOS)                                                                                         | Sierra On-Line                                        |
| Front Page Sports: Baseball '94                   | 1994 (DOS)                                                                                         | Sierra On-Line                                        |
| Bouncers                                          | 1994 (Sega CD)                                                                                     | Sega                                                  |
| 3-D Ultra Pinball                                 | 1995 (Windows, Windows 3.x, MacOS)                                                                 | Sierra On-Line                                        |
| Command: Aces of the Deep                         | 1995 (Windows)                                                                                     | Sierra On-Line                                        |
| The Incredible Machine 3                          | 1995 (Windows, Windows 3.x)                                                                        | Sierra On-Line                                        |
| Earthsiege 2                                      | 1995 (Windows, Windows 3.x)                                                                        | Sierra On-Line                                        |
| Aces of the Deep Expansion Disk                   | 1995 (DOS, Windows, Windows 3.x)                                                                   | Sierra On-Line                                        |
| Silent Thunder                                    | 1996 (Windows, Windows 3.x)                                                                        | Sierra On-Line                                        |
| MissionForce: CyberStorm                          | 1996 (Windows)                                                                                     | Sierra On-Line                                        |
| Front Page Sports: Trophy Bass 2                  | 1996 (Windows, Windows 3.x)                                                                        | Sierra On-Line                                        |
| 3-D Ultra Pinball: Creep Night                    | 1996 (Windows, Windows 3.x, MacOS)                                                                 | Sierra On-Line                                        |
| Hunter Hunted                                     | 1996 (Windows)                                                                                     | Sierra On-Line                                        |
| Front Page Sports: Trophy Bass 2 - Northern Lakes | 1997 (Windows, Windows 3.x)                                                                        | Sierra On-Line                                        |
| 3-D Ultra Pinball: The Lost Continent             | 1997 (MacOS, Windows, Windows 3.x)                                                                 | Sierra On-Line                                        |
| Red Baron II                                      | 1997 (Windows)                                                                                     | Sierra On-Line                                        |
| Front Page Sports: Trophy Rivers                  | 1997 (Windows, Windows 3.x)                                                                        | Sierra On-Line                                        |
| Front Page Sports: Ski Racing                     | 1997 (Windows)                                                                                     | Sierra On-Line                                        |
| Red Baron With Mission Builder                    | 1997 (DOS, Windows)                                                                                | Sierra On-Line                                        |
| Outpost 2: Divided Destiny                        | 1997 (Windows)                                                                                     | Sierra On-Line                                        |
| Sierra Pro Pilot                                  | 1997 (Windows)                                                                                     | Sierra On-Line                                        |
| 3-D Ultra NASCAR Pinball                          | 1998 (Windows) 1999 (MacOS)                                                                        | Sierra On-Line                                        |
| Starsiege                                         | 1998 (Windows)                                                                                     | Sierra On-Line                                        |
| Starsiege: Tribes                                 | 1998 (Windows)                                                                                     | Sierra On-Line                                        |
| CyberStorm 2: Corporate Wars                      | 1998 (Windows)                                                                                     | Sierra On-Line                                        |
| Pro Pilot '99                                     | 1998 (Windows)                                                                                     | Sierra On-Line                                        |
| Red Baron 3-D                                     | 1998 (Windows)                                                                                     | Sierra On-Line                                        |
| Field & Stream: Trophy Bass 3D                    | 1999 (Windows)                                                                                     | Sierra On-Line                                        |
| Curse You! Red Baron                              | 1999                                                                                               | Sierra On-Line                                        |
| 3D Ultra Lionel Traintown                         | 1999 (Windows)                                                                                     | Sierra On-Line                                        |
| 3-D Ultra Radio Control Racers                    | 1999 (Windows)                                                                                     | Sierra On-Line                                        |
| 3-D Ultra Cool Pool                               | 1999 (Windows)                                                                                     | Sierra On-Line                                        |
| Return of the Incredible Machine: Contraptions    | 2000 (Windows)                                                                                     | Sierra On-Line                                        |
| RC Racers II                                      | 2000 (Windows)                                                                                     | Sierra On-Line                                        |
| Tribes 2                                          | 2001 (Linux, Windows)                                                                              | Sierra On-Line                                        |
| The Incredible Machine: Even More Contraptions    | 2001 (MacOS, Palm OS, Windows)                                                                     | Sierra On-Line                                        |
| Mini Golf Maniacs (geschrapt)                     | 2001 (Windows, PS2)                                                                                | Sierra On-Line                                        |